# Asteromyrtus lysicephala
Asteromyrtus lysicephala là một loài thực vật có hoa trong Họ Đào kim nương. Loài này được (F.Muell. & F.M.Bailey) Craven mô tả khoa học đầu tiên năm 1988.